# H氏のバケーション
『H氏のバケーション』（Mr. Hobbs Takes a Vacation）は、1962年のアメリカ合衆国の映画。エドワード・ストリーターによる小説を原作としたコメディ作品である。監督はヘンリー・コスター。主演はジェームズ・スチュアートとモーリン・オハラ。 
ジェームズ・ステュアートは、本作の演技で第12回ベルリン国際映画祭男優賞を受賞した。

## キャスト
※括弧内は日本語吹替（初回放送1973年8月13日『月曜ロードショー』）
- ロジャー・ホッブス氏：ジェームズ・スチュアート（家弓家正）
- ペギー・ホッブス：モーリン・オハラ（来宮良子）
- ジョー：フェビアン（仲村秀生）
- バイロン：ジョン・サクソン（中田浩二）
- エミリー・ターナー：マリー・ウィルソン（稲葉まつ子）
- レジー・マクヒュー：レジナルド・ガーディナー
- ケイティ：ラウリ・ピーターズ
- ジャニー：リリ・ジェントル